# KICHIZO/キチゾウ
KICHIZO（キチゾウ）は、衣類カバンメーカー「Porter Classic」のブランド。
2010年、デザイナーの吉田克幸と晃務の父子が設立した。
ブランド名は克幸の父であり吉田カバンの創業者である吉田吉蔵に由来する。

## 関連店舗
- Porter Classic 銀座/ポータークラシック 銀座
- Gallery Porter Classic /ギャラリー ポータークラシック
- PAWN SHOP/ポーンショップ
- KICHIZO/キチゾウ